# 嚴敏華
嚴敏華（1992年5月18日—），綽號「小辣椒」，香港活躍社運人士。畢業於保良局胡忠中學，2010年起因曾與香港多宗抗議活動，並加入政黨社會民主連線，引起香港媒體關注。她出身基層，父親是退休司機，母親區家寶任職保健推拿師；2015年年底和來自非洲多哥的丈夫註冊結婚，丈夫來港後從事工程，婚後曾小產一次，和丈夫居於大角咀的劏房。

## 生平

### 聲援艾未未
2011年，《金融時報》亞洲版頭版刊登嚴敏華聲援艾未未被捕時的照片，使她成為國際新聞人物。

### 咬人案
嚴敏華因在2012年七一遊行中咬傷一名女警長，被法庭裁定襲警罪名成立，時年20的她被即時還押更生中心。嚴敏華上訴至香港高等法院被駁回。因年滿21歲被改判入獄21天。不過扣除還押的21天後獲得即時釋放。

### 被拒入境中國內地
2014年11月，嚴敏華在羅湖企圖進入深圳時被深圳關員拒絕入境，深圳當局指她「擾亂外交及影響國家形象」。

### 反東北案
2014年6月，她因參與反新界東北撥款示威被捕。在2016年2月19日被裁定參與非法集結罪成立，被判120小時社會服務令，後來律政司不滿刑期過輕，向高等法院上訴法庭申請覆核刑期。2017年8月15日，法庭裁定律政司覆核刑期得直，嚴敏華被改判入獄13個月，她第二次入獄。 2018年2月7日，嚴敏華、梁穎禮和朱偉聰獲准保釋等候上訴結果。2018年9月8日，反東北發展示威者向終審法院向提出上訴案審結，首席法官馬道立指上訴人行為雖屬暴力，但上訴庭量刑起點明顯過重，加上13人已服刑逾100天，裁定13名反東北發展示威者上訴得直，當庭釋放。

### 當保險經紀
2018年6月，嚴敏華考獲保險代理牌照，正式開展當保險經紀的事業。她表示從無後悔過公民抗命，但若知會入獄，可能會考慮多些，因要為家人著想，抗爭成本太高，坐過兩次監，不想再坐第三第四次監。

### 靖國神社示威
2018年12月11日「南京大屠殺」81周年前夕，郭紹傑與嚴敏華一同到日本東京靖國神社外焚燒及拍攝焚毀一個「東條英機」名字的道具神主牌後被捕。
2019年10月10日，日本東京地方法庭判嚴敏華六個月監禁，緩刑三年，並准許嚴敏華於2019年10月11日離開日本，返回香港

### 被拒發入台證
2023年9月13日，嚴敏華於FB專頁透露，線上申辦入台證被拒。

## 外部連結
- 嚴敏華的X（前Twitter）
- 嚴敏華的Instagram帳戶